# Nagareyama
Nagareyama (流山市, Nagareyama-shi) är en stad i den japanska prefekturen Chiba på den östra delen av ön Honshu. Den har cirka 170 000 invånare. Staden är belägen vid Edofloden nordost om Tokyo, och ingår i denna stads storstadsområde. Nagareyama fick stadsrättigheter 1 januari 1967.